# Черкаська гіперболоїдна вежа
Черка́ська гіперболо́їдна ве́жа — одна з перших гіперболоїдних конструкцій російського інженера Володимира Шухова, збудована ще на початку XX століття в місті Черкаси.

## Історія

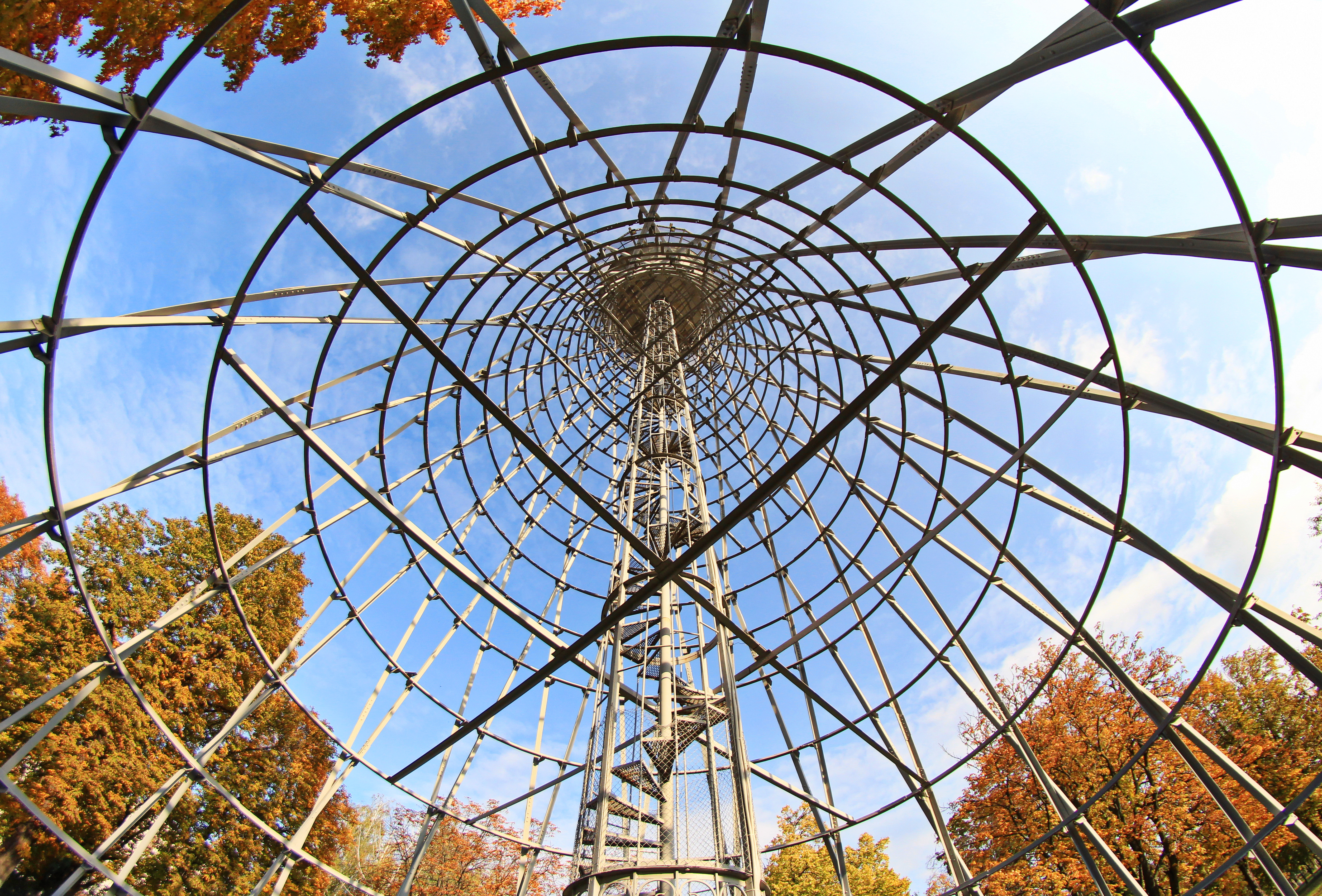
Сталеве мереживо. Черкаси

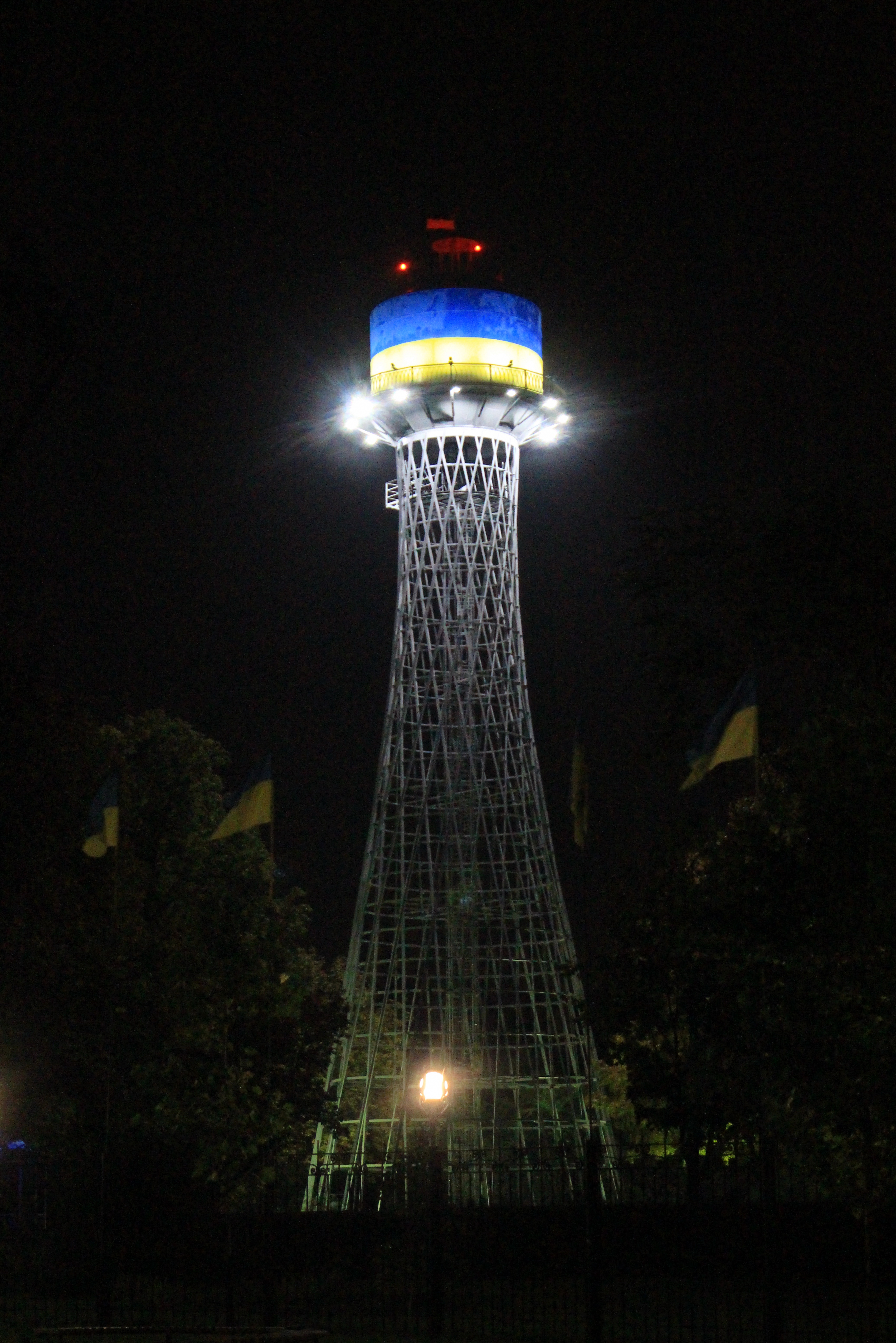
Нічне освітлення башти

Гіперболоїдна башта була збудована в 1914 році, коли місто використовувало для водопостачання підземні води. Тоді вона відігравала роль водонапірної башти і подавала воду в будівлі висотою до 30 м. В грудні 1944 року, під час Другої світової війни, німці, відступаючи з міста, зруйнували башту. Після війни було вирішено відбудувати унікальну конструкцію. Повністю башту відбудували лише в 1949 році.

## Сучасний стан
В 1975 році місто перейшло на водопостачання з Дніпра і від використання башти відмовились. Сьогодні вона є унікальною архітектурною спорудою, адже з усіх таких башт, які збудував Володимир Шухов, а їх трохи більше 200, у світі залишилось лише 20.
Саме через її унікальність, баштою цікавляться різні науковці та наукові установи всього світу. Навесні 2011 року конструкцією зацікавився керівник міжнародного наукового проєкту, професор Мюнхенського технічного університету у Німеччині Манфред Шуллер та посольство ФРН в Україні. Вони впродовж двох тижнів влітку провели деформаційні заміри та склали документацію конструкції. Дослідження проводилось в рамках німецько-австрійсько-швейцарського проєкту «Легкі металоконструкції В. Г. Шухова», що присвячений вивченню спадщини інженера.

## Послання
- На сайті Черкаської міської ради [Архівовано 2 грудня 2013 у Wayback Machine.]
- На сайті Українського просвітницького інституту
- На сайті газети «Прес-Центр»